# پارک ملی ایریموت-ایشیگاکی
پارک ملی ایریموت-ایشیگاکی (به لاتین: Iriomote-Ishigaki National Park) یک منطقهٔ مسکونی در ژاپن است که در ایشیگاکی، اوکیناوا واقع شده‌است.